# Gaia Mastrovincenzo
Gaia Mastrovincenzo (Osimo, 27 luglio 1989) è una calciatrice italiana, attaccante del Bologna.

## Carriera

### Club
Gaia Mastrovincenzo inizia a giocare nel CRAL Palombina Vecchia di Falconara Marittima dove rimane fino all'estate 2004.
Nell'agosto di quell'anno trova un accordo con la Jesina per giocare in Serie B, l'allora terzo livello del campionato italiano femminile di calcio. Con le biancorosse gioca in Serie B regionale fino alla stagione 2006-2007 quindi, grazie ad un ripescaggio, passa alla Serie A2 dalla stagione 2007-2008.
Nell'estate 2010 coglie l'opportunità di giocare in Serie A sottoscrivendo un accordo con la neopromossa Firenze. La stagione d'esordio (2010-2011) in maglia viola si rivela sfortunata a causa di un infortunio che la costringe a disertare il campo per qualche mese, tuttavia riesce a totalizzare 16 presenze su 26 e ad andare in rete 5 volte.
A fine campionato lascia il Firenze per trasferirsi al Riviera di Romagna. Con le romagnole rimane per cinque stagioni, tutte giocate in Serie A, fino al termine del campionato 2015-2016 quando la società dichiara la sua inattività svincolando Mastrovincenzo.
Prima dell'inizio del campionato di Serie B 2016-2017 la Reggiana comunica di aver inserito in rosa l'attaccante per la stagione entrante.
Durante il calciomercato estivo, non trovando spazio nel rinnovato Sassuolo si trasferisce al San Marino, formazione dell'omonima Repubblica iscritta al campionato italiano di Serie B.

### Nazionale
Pur vantando una convocazione nella nazionale italiana non riesce a scendere in campo con la maglia azzurra.